# (13209) Arnhem
(13209) Arnhem est un astéroïde de la ceinture principale.

## Description
(13209) Arnhem est un astéroïde de la ceinture principale. Il fut découvert le 9 avril 1997 à La Silla par Eric Walter Elst. Il présente une orbite caractérisée par un demi-grand axe de 2,32 UA, une excentricité de 0,13 et une inclinaison de 2,6° par rapport à l'écliptique.

## Compléments